# Alcmeone (pronipote di Nestore)
Alcmeone (in greco antico: Ἀλκμαίων? o Ἀλκμέων, in latino Alcmeo o Alcmaeonis; fl. VII secolo a.C.) è stato un nobile greco antico.

## Biografia
Pronipote di Nestore di Pilo e padre di Megacle, fu capostipite degli Alcmeonidi.